# Sam Harris
Samuel Benjamin Harris, detto Sam (Los Angeles, 9 aprile 1967), è un filosofo, saggista e neuroscienziato statunitense, esponente di spicco del nuovo ateismo.
Nei suoi scritti, e nel suo podcast dal titolo "Making Sense", Harris affronta una vasta gamma di tematiche tra cui religione, ateismo, etica, filosofia della mente, meditazione mindfulness, intelligenza artificiale, psichedelici, politica e terrorismo.
È l'autore del libro La fine della fede (2004), che ha vinto nel 2005 il PEN/Martha Albrand Award. Ha scritto anche Lettera a una nazione cristiana (2008), una sorta di risposta alle critiche mosse al suo primo libro. Altre saggi tradotti in italiano sono Il Paesaggio Morale e L'islam e il futuro della tolleranza, scritto con Maajid Nawaz.
È considerato uno dei principali esponenti del nuovo ateismo, insieme a Hitchens, Dawkins e Dennett.

## Biografia

Firma di Sam Harris

Dopo accese critiche per i suoi attacchi alle credenze religiose, Harris è molto cauto nel rivelare particolari sulla sua vita privata. Ha dichiarato di essere stato cresciuto da un padre quacchero e da una madre ebrea e di essersi rifiutato di diventare Bar mitzvah. Durante lo show Real Time del comico Bill Maher, Sam Harris ha però dichiarato di essere stato cresciuto in una famiglia in cui la religione non veniva semplicemente presa in considerazione. Ha frequentato la Stanford University ma dopo aver iniziato a fare uso di MDMA (comunemente chiamata "ecstasy") e LSD ha abbandonato l'università per dedicarsi allo studio di Buddhismo e meditazione, e ha letto centinaia di libri sulle religioni. Dopo undici anni è tornato a Stanford per completare gli studi in filosofia. Attualmente ha anche il dottorato in neuroscienze dalla UCLA. Ha utilizzato la risonanza magnetica funzionale per condurre delle ricerche sulle origini neurologiche della credenza, dello scetticismo e dell'incertezza.

## Concezione del mondo
Sam Harris parla chiaramente e apertamente dei pericoli nella società creati dalle credenze religiose. Sottolinea in maniera particolare il problema dell'Islam con un occhio di riguardo al tema del terrorismo internazionale; ma denuncia fermamente tutte le religioni come pericolose, e come ostacolo per l'avvicinamento a ciò che lui considera altamente istruttivo, ossia la spiritualità e l'etica. Harris racconta di aver scritto The End of Faith — libro di cui Richard Dawkins, professore alla Oxford University, ateo come Sam Harris, dice che dovrebbe "sostituire la Bibbia in tutti gli Hotel" — il 12 settembre 2001, il giorno dopo gli attentati alle Torri Gemelle.

## Dibattito sull'intolleranza
Harris ammette di difendere una forma di intolleranza, ma distinguendola dalle persecuzioni religiose; ha promosso un dibattito sull'intolleranza, in cui le convinzioni personali sono supportate dall'evidenza e dove l'onestà intellettuale è richiesta così come le convinzioni o le miscredenze religiose. Harris sottolinea l'esigenza di raccogliere le nozioni popolari, le quali ostacolano le aperte critiche alle religioni, alle credenze e cerimonie. Secondo Harris queste sono regole essenziali, che sostengono il progresso in ogni campo della conoscenza. Per esempio, spiega come pochi chiederebbero rispetto per punti di vista in fisica o storia; invece pretendiamo l'evidenza, i riscontri, e chi fa il contrario è emarginato in queste materie. Perciò, Harris spiega come la deferenza riservata alle ideologie religiose porta ad uno standard diverso rispetto a quelli applicati agli altri campi della conoscenza; e questo dopo i fatti dell'11 settembre è diventato un grande rischio.

## La religione in America
Harris concentra la sua attenzione nelle questioni religiose degli Stati Uniti. Egli analizza varie statistiche, come il numero di americani che credono che Cristo tornerà entro i prossimi 50 anni, o come quelle secondo cui il creazionismo dovrebbe essere insegnato a scuola, o quelle che sostengono che Dio abbia letteralmente promesso la terra di Israele agli ebrei. A suo dire queste opinioni non sono un caso isolato e le descrive come incompatibili con la pianificazione di un futuro sostenibile per questo pianeta. Sottolinea come secondo la profezia biblica, un generale Armageddon, ossia la lotta finale tra il bene e il male, sarà avvenimento necessario prima della Seconda venuta, ossia il ritorno glorioso di Gesù alla fine dei tempi. Harris spiega come un numero significativo di americani considererebbe una Guerra nucleare nel Medio Oriente come un presagio della fine dei tempi. Il filosofo evidenzia inoltre come alcune delle persone che fanno proprie queste teorie eleggono o sono state elette Presidenti degli Stati Uniti e Membri del Congresso, rendendo poco probabile l'elezione di persone che discordano con queste idee. Per quanto riguarda il fatto che l'ex Presidente George W. Bush pubblicamente invocava Dio nei suoi discorsi riguardo agli affari interni o internazionali, Harris ci invita a pensare come reagiremmo se invece il Presidente invocasse Zeus o Apollo.

## Islam
Harris sostiene che il tabù delle critiche alle religioni protegga quella che lui ritiene la più grande minaccia alla civilizzazione, vale a dire il mondo Musulmano. Egli critica la generale risposta dell'Occidente alle atrocità del terrorismo, come la risposta ai fatti dell'11 settembre: difatti il mondo occidentale ritiene l'Islam "religione pacifica", ma contemporaneamente dichiara "Guerra al terrorismo". Harris ritiene la prima affermazione dichiaratamente falsa e la seconda senza senso. Dunque, dice, dovremmo chiaramente ammettere che la civilizzazione dell'Occidente è incompatibile con l'Islam che, secondo lui, predica una dottrina politica e religiosa, non un messaggio di pace: il Corano e le Ḥadīth riportano chiare incitazioni all'omicidio degli infedeli, azioni che secondo i testi sono ricompensate con il Paradiso islamico. Specificamente questa metafisica del martirio, o jihād, è posta come la fonte maggiore di pericolo. Alcuni sostengono che queste nozioni riguardino le correnti estremiste dell'Islamismo, ma secondo Harris questa posizione non è plausibile alla luce degli episodi di violenza in tutto il mondo, esplosi per esempio nel 2006, come conseguenza della pubblicazione delle caricature di Maometto sul Jyllands-Posten. Harris sostiene che i musulmani debbano prepararsi all'utilizzo dell'ethnic profiling come strumento nella lotta al terrorismo, se può essere dimostrato che esiste un correlazioni statistica tra l'appartenenza all'Islam e la propensione al comportamento terrorista.

### Moderazione
Sebbene Harris accetti il fatto che sostituire l'estremismo religioso con la moderazione sarebbe un passo avanti, ha riservato delle critiche accese agli stessi religiosi moderati. Il primo problema, secondo Harris, è che la moderazione religiosa può nascondere il fondamentalismo: sotto la bandiera della moderazione il rispetto e la tolleranza sono sacri, perciò si ostacolano gli attacchi allo stesso estremismo; la religione moderata dunque è il contesto in cui il fondamentalismo religioso non può essere adeguatamente combattuto. In secondo luogo, Harris sostiene che è ormai assurdo aspettarci uguale rispetto per tutti i conflitti nelle credenze religiose, visto che la rivendicazione della verità assoluta è intrinseca a quasi tutte le credenze religiose; inoltre, una religione che pretende la falsità di tutti gli altri sistemi religiosi non può nutrire genuini sentimenti di accettazione e tolleranza per la diversità religiosa, dunque la moderazione religiosa poggia su basi intellettuali molto deboli. Terzo punto, la moderazione è una cattiva teologia perché gli estremisti sono, in un certo senso, nel giusto: Dio realmente vuole mandare a morte gli omosessuali e distruggere gli infedeli, se si leggono i testi sacri. Harris afferma che i moderati religiosi (e alcuni secolaristi) appaiono ciechi alla realtà di ciò a cui i fondamentalisti credono. Dunque, i moderati sostengono che gli attacchi suicidi possono essere attribuiti ad una serie di fattori sociali politici ed economici.

## Etica e moralità
Harris descrive il collegamento tra la fede e la moralità come un mito, non supportato dall'evidenza statistica. Evidenzia come, per esempio, le zone della Scandinavia, ritenute tra le più secolarizzate e laiche della società occidentale, siano tra le più generose nel sostenere il Terzo Mondo. Harris va oltre, evidenziando che, lungi dall'essere una fonte di intuito morale, la religione è un travestimento del buon comportamento morale; attribuisce ad essa l'errore di staccare il concetto di moralità dai problemi dell'attuale sofferenza umana. Cita come esempi l'impatto dell'AIDS dovuto alla proibizione della Chiesa cattolica dell'utilizzo del preservativo e il tentativo da parte della lobby religiosa negli Stati Uniti d'impedire la ricerca tramite le cellule staminali embrionali. In una maniera più controversa Harris ha partecipato a una discussione in favore dell'utilizzo della tortura in ambito giudiziario sotto certe condizioni: egli motiva le sue idee sostenendo che dovremmo accettare anche se in maniera riluttante l'uso della tortura nello stesso modo in cui accettiamo i danni collaterali della guerra. Infatti Harris sostiene che per esempio l'omicidio di civili innocenti, dovrebbe darci molta più preoccupazione della tortura di un sospetto terrorista.
Nell'opera Il Paesaggio Morale, ha sostenuto la tesi secondo la quale la conoscenza scientifica può determinare i valori umani, trascinando l'umanità fuori dal relativismo morale senza bisogno di credenze soprannaturali. L'opera ha attirato molte critiche, soprattutto dal mondo della filosofia, che ha spesso accusato Sam Harris di scientismo.

## Spiritualità
In conclusione, Harris desidera la rinascita della spiritualità per il dominio della ragione umana e prende ispirazione dalla pratica (ma non dalle credenze metafisiche) delle religioni orientali, in particolare dalla pratica della meditazione. Ponendo grande attenzione al fenomeno empirico dell'esperienza cosciente, descritta da Indù e Buddhisti, crede che sia possibile rendere evanescente il nostro essere e scoprire un nuovo stato di benessere personale. Inoltre Harris ritiene che questi stati mentali dovrebbero essere oggetto di ricerche scientifiche, senza però coinvolgere le superstizioni che spesso accompagnano le pratiche meditative nel contesto religioso.

## Critiche
Harris è stato criticato da alcuni suoi colleghi del The Huffington Post; in particolare, R. J. Eskow lo ha accusato di fomentare l'intolleranza religiosa, che è tanto dannosa quanto il fanatismo che vorrebbe debellare. Margaret Wertheim ha delle posizioni simili ma Harris ha ricevuto sostegno da Nina Burleigh e da Richard Dawkins. Nel maggio del 2006 è stato attaccato da un articolo di Meera Nanda per il New Humanist, in cui si dice che il suo affondo contro l'estremismo religioso è debole; inoltre Nanda sostiene che Harris critichi la religione per ciò che sembra essere il suo vero obiettivo, ovvero la celebrazione dello Dzogchen Buddhista e della spiritualità Advaita Vedanta Indù a lui tanto cari. Infine, Nanda afferma che il suo proposito per un'analisi critica della spiritualità sia in realtà una ricetta per l'autoritarismo. Scott Atran lo ha criticato per aver usato ciò che considera un approccio non-scientifico riguardo l'analisi della credenza religiosa nello studio della psicologia negli attacchi suicidi. Nella conferenza Beyond Belief del 2006, Atran ha accusato Harris di aver creato una "caricatura dell'Islam". Inoltre in una discussione online per il sito Edge.org ha criticato Harris e altri per l'uso di metodi non scientifici e controproducenti per gli obiettivi stessi nella lotta contro il dogmatismo e la fede.
Nel gennaio del 2007 Harris ha ricevuto altre critiche da John Gorenfeld che scrive per AlterNet: egli ha accusato Harris di dar credito ad alcune ricerche sul paranormale, in alcune aree quali la reincarnazione e la xenoglossia e lo ha criticato anche per la sua difesa della tortura in ambito giuridico contro il terrorismo. Questa critica è stata anche sostenuta da Robert Todd Carroll che scrive nel Skeptic's Dictionary.
Per tutta risposta Harris ha chiarito le sue posizioni nel suo sito web, negando di aver difeso alcune posizioni nel modo definito da Gorenfeld. Poco dopo, Harris ha dibattuto a lungo con Andrew Sullivan nel forum Beliefnet.
Nell'aprile del 2007 Harris ha discusso con il pastore evangelico Rick Warren per Newsweek magazine e un mese dopo ha partecipato ad un dibattito con il corrispondente per il Medio Oriente del New York Times Chris Hedges.

## Opere tradotte in italiano
- La fine della fede: religione, terrore e il futuro della ragione [The End of Faith], traduzione di Mauro Gurioli, San Lazzaro di Savena, Nuovi mondi media, 2006  [2004], ISBN 88-89091-32-0.
- Lettera a una nazione cristiana [Letter to a Christian Nation], traduzione di Mauro Gurioli, prefazione di Richard Dawkins, Modena, Nuovi Mondi, 2008  [2006], ISBN 978-88-89091-48-7.
- Il paesaggio morale: come la scienza determina i valori umani [The Moral Landscape: How Science Can Determine Human Values], traduzione di Allegra Panini, Torino, Einaudi, 2012  [2010], ISBN 978-88-06-21072-4.
- Sam Harris e Maajid Nawaz, L'Islam e il futuro della tolleranza: un dialogo [Islam and the Future of Tolerance: A Dialogue], Roma, Nessun Dogma, 2017  [2015], ISBN 978-88-98-60232-2.
- Bugie: essere radicalmente onesti non è solo più giusto, ma anche più vantaggioso, traduzione di Sara Puggioni, Macerata/Milano, Roi Edizioni, 2023, ISBN 978-88-362-0181-5.